# Kenji Nakamura
Kenji Nakamura (Ami, 18 de febrero de 1964) es un deportista japonés que compitió en vela en la clase 470. Ganó tres medallas en el Campeonato Mundial de 470 entre los años 1989 y 1996.

## Palmarés internacional
| \| Campeonato Mundial \| Campeonato Mundial \| Campeonato Mundial \| Campeonato Mundial \| \| Año \| Lugar \| Medalla \| Clase \| \| ------------------ \| --------------------- \| ------------------ \| ------------------ \| \| 1989 \| Tsu (Japón) \| Medalla de bronce \| 470 \| \| 1994 \| Helsinki (Finlandia) \| Medalla de plata \| 470 \| \| 1996 \| Porto Alegre (Brasil) \| Medalla de bronce \| 470 \| |                       |                   |       |
| Campeonato Mundial |                       |                   |       |
| Año | Lugar                 | Medalla           | Clase |
| 1989 | Tsu (Japón)           | Medalla de bronce | 470   |
| 1994 | Helsinki (Finlandia)  | Medalla de plata  | 470   |
| 1996 | Porto Alegre (Brasil) | Medalla de bronce | 470   |